# Państwowa Straż Pożarna

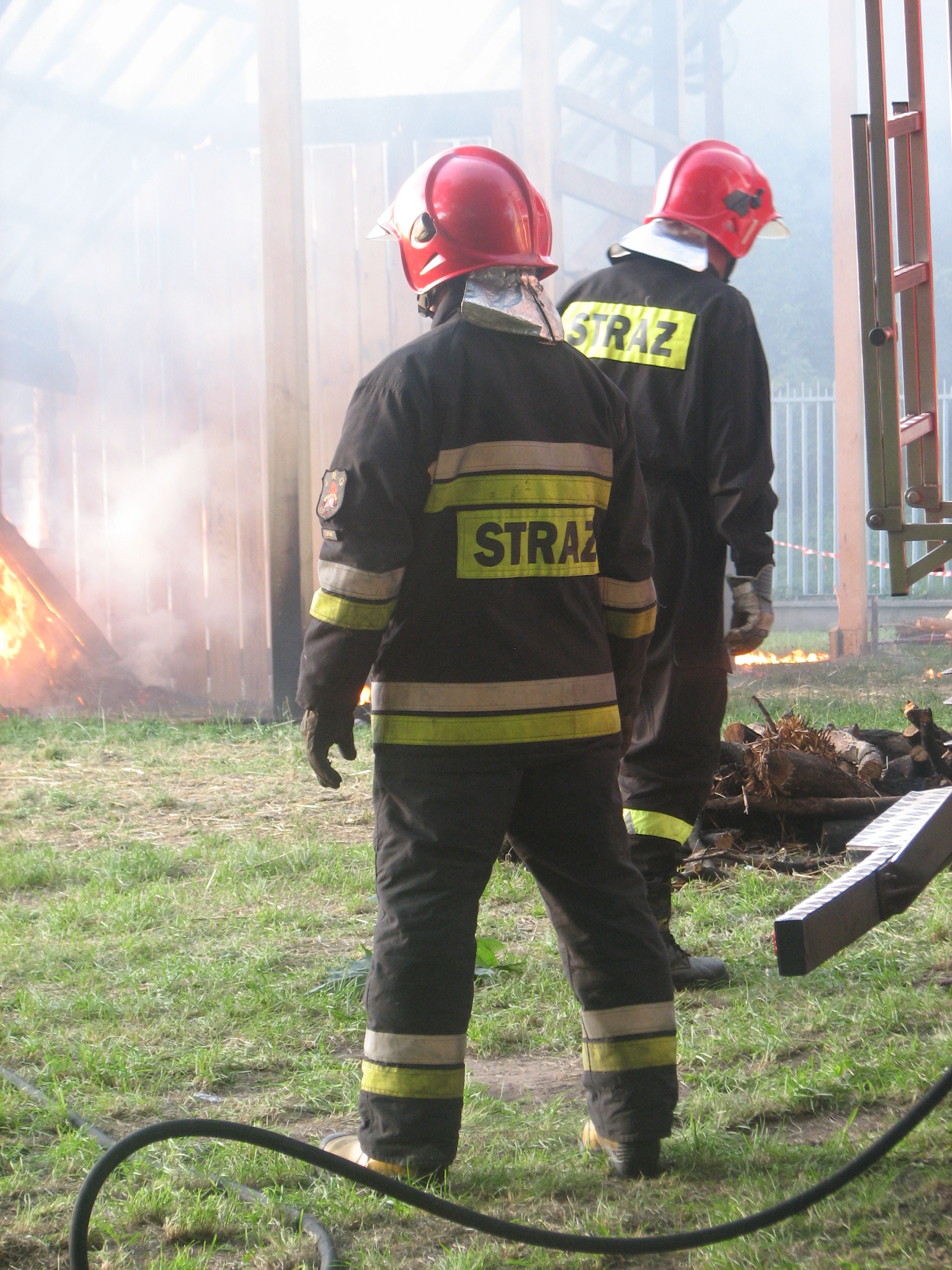
Strażacy PSP w czasie pracy

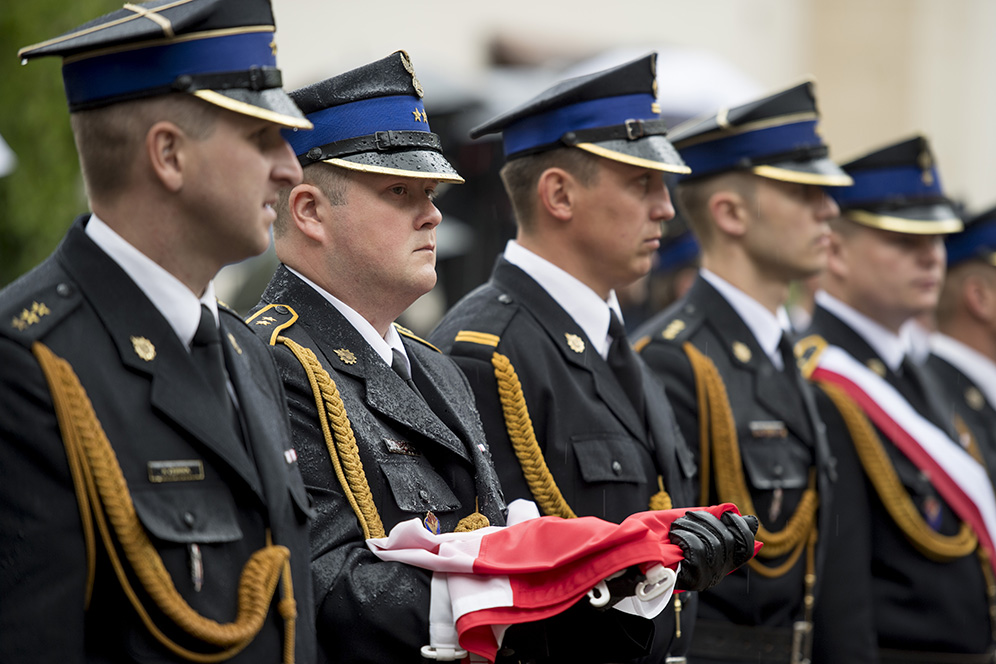
Strażacy PSP w czasie obchodów Dnia Strażaka w umundurowaniu galowym

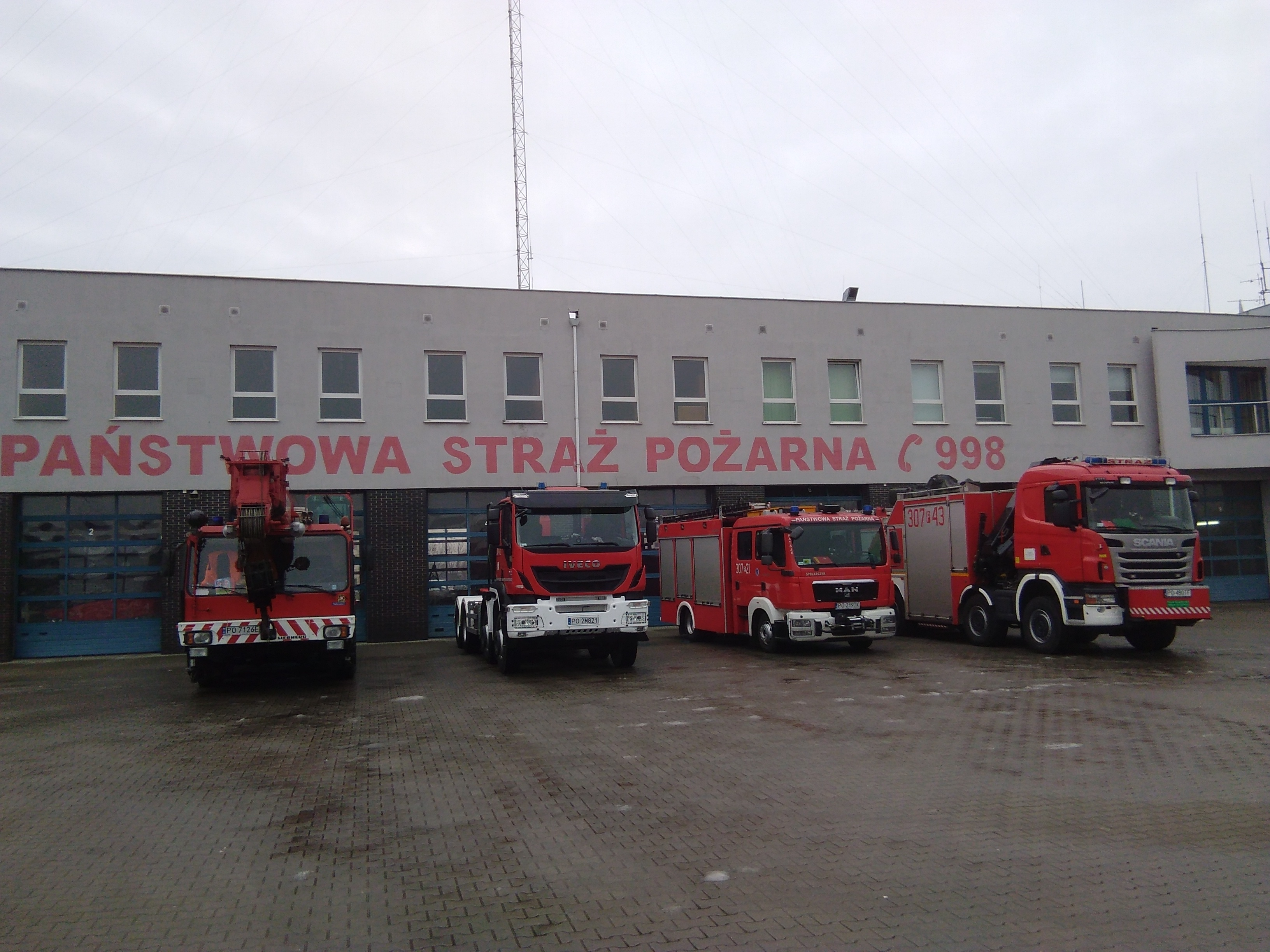
Komenda Miejska Państwowej Straży Pożarnej w Poznaniu wraz z pojazdami gaśniczymi

Państwowa Straż Pożarna (PSP) – służba mundurowa (straż pożarna) działająca w Polsce. Wykonuje zadania z zakresu ratownictwa, walki z pożarami, klęskami żywiołowymi i innymi miejscowymi zagrożeniami.

## Zadania
Państwową Straż Pożarną powołano ustawą z dnia 24 sierpnia 1991. Do zadań Państwowej Straży Pożarnej zgodnie z ustawą należy:
- rozpoznawanie zagrożeń pożarowych i innych miejscowych zagrożeń;
- organizowanie i prowadzenie akcji ratowniczych w czasie pożarów, klęsk żywiołowych lub likwidacji miejscowych zagrożeń;
- wykonywanie pomocniczych specjalistycznych czynności ratowniczych w czasie klęsk żywiołowych lub likwidacji miejscowych zagrożeń przez inne służby ratownicze;
- kształcenie kadr dla potrzeb Państwowej Straży Pożarnej i innych jednostek ochrony przeciwpożarowej oraz powszechnego systemu ochrony ludności;
- nadzór nad przestrzeganiem przepisów przeciwpożarowych;
- prowadzenie prac naukowo-badawczych w zakresie ochrony przeciwpożarowej oraz ochrony ludności;
- współpraca z Szefem Krajowego Centrum Informacji Kryminalnych w zakresie niezbędnym do realizacji jego zadań ustawowych.

Ustawą z dnia 6 lipca 2001 o zmianie ustawy o powszechnym obowiązku obrony Rzeczypospolitej Polskiej wprowadzono przepis do ustawy o Państwowej Straży Pożarnej, dotyczący realizacji innych zadań wynikających z wiążących Rzeczpospolitą Polską umów międzynarodowych na zasadach i w zakresie w nich określonych. Ustawą z dnia 6 maja 2005 o zmianie ustawy o Państwowej Straży Pożarnej dodano przepis o współdziałaniu Państwowej Straży Pożarnej ze strażami pożarnymi i służbami ratowniczymi innych państw oraz ich organizacjami międzynarodowymi na podstawie wiążących Rzeczpospolitą Polską umów międzynarodowych oraz odrębnych przepisów.

## Działalność
Jednostki Państwowej Straży Pożarnej (PSP) działają głównie w strukturze powiatowej (Komendy Powiatowe/Miejskie PSP). W każdym mieście na prawach powiatu lub powiecie znajduje się jedna lub kilka Jednostek Ratowniczo-Gaśniczych (JRG), w których strażacy pełnią służbę 24h na dobę przez wszystkie dni w roku, w gotowości do natychmiastowego wyjazdu. W razie konieczności Miejskie/Powiatowe stanowiska kierowania PSP dysponują do działań także jednostki Ochotniczej Straży Pożarnej, które udzielają wsparcia w ludziach i sprzęcie strażakom Państwowej Straży Pożarnej. Strażacy PSP używają hełmów w kolorze czerwonym.
PSP zatrudnia 2587 kobiet (8,04% ogólnej liczby zatrudnionych), przy czym 1205 to funkcjonariuszki, a 1382 – pracownice cywilne.

## Dowództwo
Komendant Główny PSP – centralny organ administracji rządowej podlegający ministrowi właściwemu ds. wewnętrznych:
- nadbryg. Wojciech Kruczek – od 26 lutego 2025

Zastępcy Komendanta Głównego PSP:
- nadbryg. mgr inż. Paweł Frysztak od 15 stycznia 2024[4]
- nadbryg. Józef Galica od 2 lutego 2024[5]
- nadbryg. dr inż. Grzegorz Szyszko od 2 lutego 2024

## Struktura organizacyjna
- Komenda Główna PSP
- 16 Komend Wojewódzkich PSP
- 335 Komend Powiatowych/Miejskich PSP

### System kształcenia
System kształcenia PSP składa się z dwóch podsystemów, z których jeden odpowiada za podwyższanie kwalifikacji ogólnych przygotowując młodych ludzi do zawodu strażaka, technika pożarnictwa lub inżyniera pożarnictwa, natomiast drugi związany jest z podwyższaniem kwalifikacji zawodowych w strukturach straży. System ten dotyczy również strażaków zatrudnionych w zakładowych strażach pożarnych. Obejmuje on:
- 17 ośrodków szkolenia w komendach wojewódzkich Państwowej Straży Pożarnej
- 1 Szkoła Podoficerska Państwowej Straży Pożarnej w Bydgoszczy
- 3 szkoły aspirantów SA PSP w Poznaniu, SA PSP w Krakowie, CS PSP w Częstochowie (w randze szkół policealnych) kształcące w zawodzie technik pożarnictwa
- 1 Akademia Pożarnicza w Warszawie, kształcąca na studiach pierwszego stopnia – inżynierów pożarnictwa oraz na studiach drugiego stopnia – magistrów inżynierów pożarnictwa. Uczelnia posiada uprawnienia do nadawania stopnia doktora[6].